# Ferdinand Brickwedde
Ferdinand Graft Brickwedde (Baltimore, Maryland, Estados Unidos, 26 de marzo de 1903-Linwood, Nueva Jersey, Estados Unidos, 29 de marzo de 1989) fue un físico estadounidense que trabajó en la Oficina Nacional de Estándares (en la actualidad, Instituto Nacional de Estándares y Tecnología), y que produjo en 1931 la primera muestra de hidrógeno en la que se podía observar el espectro de su isótopo pesado, el deuterio. Este fue un paso fundamental en el descubrimiento del deuterio, por el que el colaborador de Brickwedde, Harold Urey, recibió el Premio Nobel de química en 1934.

## Biografía
Brickwedde nació el 26 de marzo de 1903 en Baltimore, Maryland, Estados Unidos.
Recibió su formación en la Universidad Johns Hopkins, donde obtuvo su título de grado en 1922, maestría en 1924 y doctorado en 1925. En su honor se mantiene una cátedra con su nombre en dicha universidad. En 1925 se incorporó a la Oficina Nacional de Estándares como investigador asociado posdoctoral, y fue ascendido a director de su laboratorio de bajas temperaturas en 1926. En 1946 se convirtió en director de la división de calor y energía.
En 1956, Brickwedde fue nombrado decano del Colegio de Química y Física de la Universidad Estatal de Pensilvania. Ocupó este cargo hasta 1963, tras lo que fue elegido profesor emérito de física, cargo que desempeñó hasta su fallecimiento el 29 de marzo de 1989 en Linwood, Nueva Jersey.